# Hugo Galera Davidson
Hugo Galera Davidson (Tenerife, 1938-Sevilla, 24 de abril de 2020) fue un médico español especializado en anatomía patológica. Desarrolló gran parte de su vida profesional en Sevilla, donde fue catedrático de la Facultad de Medicina, presidente del Real Betis Balompié y presidente de la Real Academia de Medicina.

## Biografía
Su familia, originaria de Almería, tuvo que trasladarse a Canarias al ser desterrado su padre durante la dictadura de Primo de Rivera. Se formó en Granada, Madrid, Boston, Heidelberg y Salamanca. Posteriormente fue catedrático de Medicina en Granada y contribuyó a la puesta en marcha de la Facultad de Medicina de La Laguna. 
Ocupó la cátedra de Anatomía Patológica de la Facultad de Medicina de Sevilla entre 1974 y su jubilación. Ingresó en la Real Academia de Medicina de Sevilla en 1987. Colaboró en diversas instituciones de la ciudad, como el Ateneo. Presidió entre los años 1989 y 1992 uno de los principales clubes de fútbol sevillanos, el Real Betis Balompié.
En junio del 2009, recibió el premio Santiago Ramón y Cajal, que le fue concedido por la Sociedad Española de Anatomía Patológica. El 15 de diciembre de 2009 fue elegido por votación entre sus miembros, presidente de la Real Academia de Medicina de Sevilla.
Falleció en Sevilla el 24 de abril de 2020 a los 82 años, a causa de una enfermedad.